# Волос (станция)
Волос (греч. Σιδηροδρομικός Σταθμός Βόλου) ― железнодорожная станция в городе Волос, Греция. Расположена в самом городе (близко к порту). Открыта 22 апреля 1884 году компанией Железные дороги Фессалии (ныне является частью Организации железных дорог Греции). Сегодня TrainOSE ежедневно организует три ежедневных рейса в Ларису. Железным дорогам Фессалии раньше принадлежала лишь небольшой участок дорог между Милеаи и Волосом, однако ныне ветка проложена и до деревни Ано Лехония (12 км от Волоса).

## История
Станция была торжественно открыта 22 апреля 1884 года. Во главе церемонии был сам король Георг I.
Здание вокзала (как и сама железная дорога) было спроектировано итальянским архитектором Эваристо де Кирико, (отец Джорджо де Кирико) вскоре после освобождения центральных областей Греции от власти османов. Живописная постройка 1884 года по-прежнему составляет часть вокзала. Рядом с ней находится здание, построенное в неоклассическом стиле в период между 1900 и 1903 годами, и служившее штаб-квартирой компании Железные дороги Фессалии. Его архитектором также был Эваристо де Кирико. Здание практически полностью сохранило свой первозданный вид и сейчас является одним из немногих строений, уцелевших после землетрясений, которые обрушились на Волос в 1950-х годах. Крыша сделана из берёзы и имеет деревянный контур. Возле станции стоит статуя богини Афины работы итальянского скульптора И. Превисана.

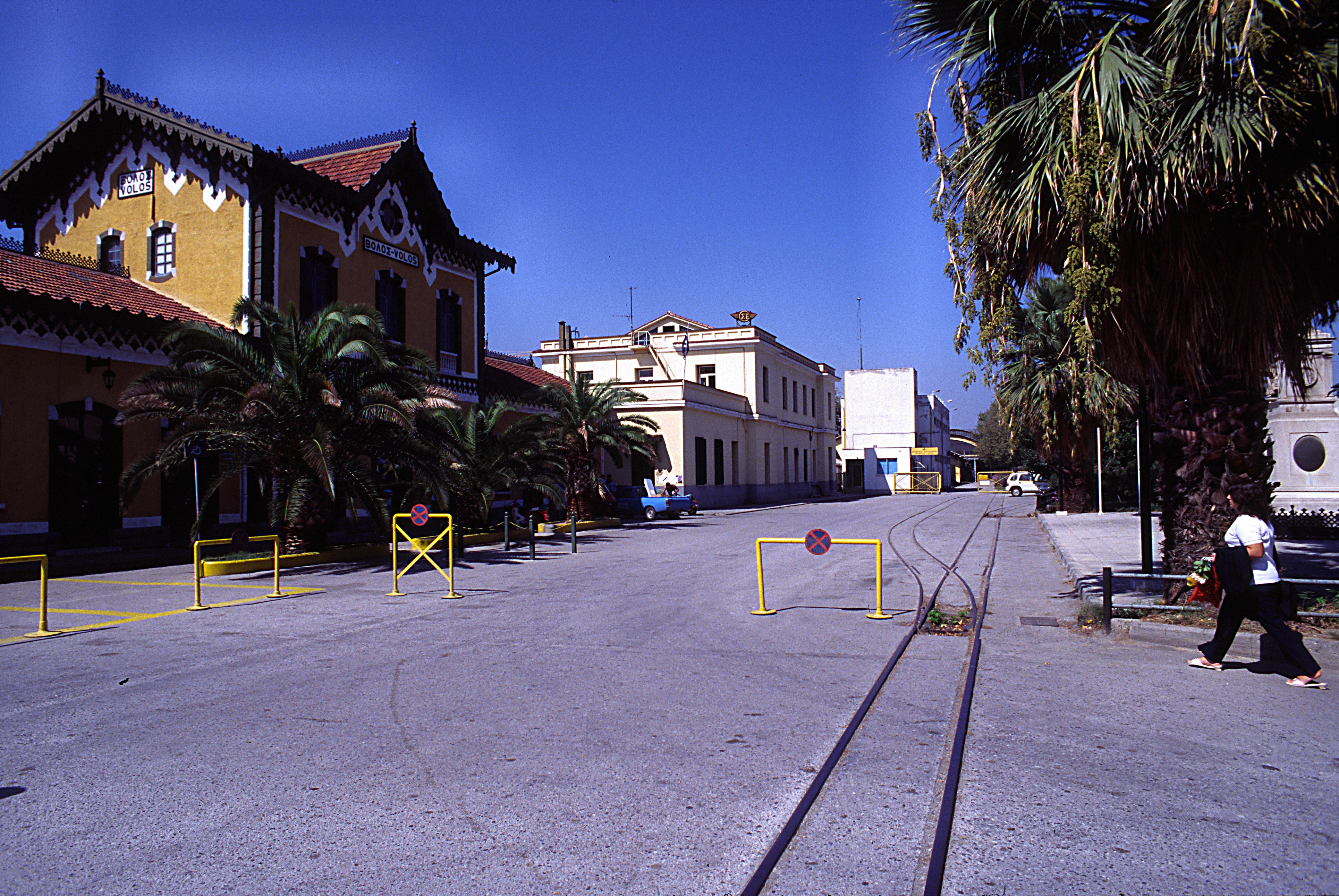
Пути колеи 600 мм на станции Волос, 2004

В 1960 году линия Лариса ― Волос была перешита с метровой на стандартную колею и соединена с линией Афины ― Салоники в Ларисе, что позволяет TrainOSE напрямую организовывать рейсы из Волоса в Афины и Салоники. На станции Волос был построен второй перрон, что предоставило возможность принимать поезда сразу с двух веток, стандартной и метровой, и ещё на ней начиналась линия Пелион колеи 600 мм.
С 2000-х годов действует только линия стандартной колеи.
Сегодня на первом этаже здания станции находится музей.